# 侗台語族
侗台語族是侗台语系的一個可能分支，包括台語支和侗水語支，有人认为还应包括临高语。台语支和侗水语支有大量的同源词，所以传统上把他们归为一个语族。但是有学者（如Weera Ostapirat（許家平））认为原始语的构拟表明侗水語支和仡央语支应该归为一个语族，而台语支应该和黎语支归为一个语支。
泰語、老撾語、壯語、布依語、高欄語、儂語、傣仂語、傣哪語、傣擔語、傣雅語等，都屬於侗台語族中的台語支。

## 原始侗台語
一般認為，原始侗台語的音系整體而言比現代諸侗台語要複雜。
- 韻母：可以分成韻頭、韻腹、韻尾三部分，韻頭有i、u、ɯ，韻尾有i、u、ɯ、m、n、ŋ、p、t、k。
- 聲母：塞音聲母有先喉塞音、不送氣清音、送氣音、不送氣濁音四套，鼻音聲母有先喉塞音、清音、濁音三套。還有大量的複輔音聲母。通常没有浊软腭塞音g。
- 聲調：有三個舒聲調A、B、C，一個促聲調D，分別與中古漢語的平、上、去、入四聲相應。

原始台-卡岱語可能沒有聲調，後來在韻尾的作用下形成了聲調，ʔ和h韻尾消失分別形成了B調和C調。

## 語音演變
- 韻母簡化：本語族很多語言中，韻頭和韻腹已經合併成單元音，有時有長短音的差別。韻尾一般保持不變，但壯語文馬土語的塞音韻尾已經消失。
- 複輔音聲母簡化。
- 陰陽調的分化和濁塞音聲母的清化：原始侗台語的A、B、C、D四調根據聲母的清濁不同各自分為陰陽兩類，成為八個調類：A1、B1、A2、B2、A3、B3、A4、B4，也記為1、2、3、4、5、6、7、8。不同語言的發展模式有一定差別，以齒齦音為例：

| *ˀn | *n̥ | *ˀd | *t | *dʱ | *d | *n | 原始侗台語 |
| ˀn  | n̥  | ɗ   | t  | t   | t  | n  | 水語，仫佬語（*ˀn變n）,毛南语（*n̥變n）；壯語紅水河土語部分地區（來賓、馬山、上林、鹿寨、賀州等地；*n̥變n）                                                             |
| n   | n  | ɗ   | t  | t   | t  | n  | 侗語（*ˀd南部併入l，北部併入n）；布依語，壯語北部方言（紅水河土語部分地區除外；富寧話*ˀd併入n；連山土語*ˀd併入l），壯語邕南土語（除上思話外，*ˀd併入n）、崇左話       |
| n   | n  | d   | t  | tʰ  | t  | n  | 壯語左江（不含大新話、崇左話；天等話*ˀd併入n）、德靖、硯廣、文馬（*d仍為d）土語，儂語，撣語（*ˀd併入n），傣那語（*ˀd併入l，n和l混同），傣擔語，傣端語，傣仂語，北泰语 |
| n   | n  | d   | t  | tʰ  | tʰ | n  | 壯語大新話，标准泰語，老撾語 |

| 陰調 | 陽調 |

- 部分語言中聲調的進一步演變：陰調受聲母影響進一步分化，派生出A1'、B1'、C1'、D1'，或者記為1'、3'、5'、7'；促聲調根據元音長短又分化成兩類：D1S、D2S、D1L、D2L，或者記為7、8、9、10；借詞使聲調增加；一些聲調發生合併；促聲調依附于舒聲調，可以認為不再是獨立的聲調。

## 譜系
Ethnologue给出的谱系如下：
- 侗台語族 (Kam-Tai) (59)
  - 貝-台語群 (Be-Tai) (49)
    - 貝 (1)
      - 臨高語，又稱翁貝語 (Be) (onb) (中國海南)

    - 台-石語支 Tai-Sek (49)
      - 台語支 Tai (48)
      - 石語 (1)
        - 石語 (skb) (老撾)

  - 侗水語支 Kam-Sui (11)
  - 拉珈語 (1)
    - 拉珈語 (lbc) (中國)

## 參看
- 台語支
- 侗水語支

## 外部連結
- Language Family Index （页面存档备份，存于）